# 웃는개구리
웃는개구리(학명: Pelophylax ridibundus)는 개구리목 개구리과의 양서류이다.

## 특징
웃는개구리는 물에 산다. 몸길이는 최대 17cm이지만, 수컷은 암컷보다 작다. 머리는 비교적 크고 뒷다리는 길다.
몸색깔과 무늬에서 큰 차이점은 어두운 녹색에서 갈색 또는 회색, 때로는 약간 밝은 녹색 선까지 다양하다. 뒷면에 밝은 선이 존재한다. 웃는개구리는 일반적으로 어두운 녹색에서 검은색이고 뒷면과 옆면에 어두운 반점이 있다. 3개의 해맑은 녹색 선이 뒷면에 있다. 유럽 및 아시아령 러시아·이란·아프가니스탄·사우디아라비아 등지에 분포한다.